# Đại số
Đại số là một nhánh của toán học nghiên cứu những hệ thống trừu tượng nhất định gọi là cấu trúc đại số và sự biến đổi biểu thức trong các hệ thống này. Đây là dạng tổng quát hóa của số học có sự xuất hiện của biến số và phép toán đại số ngoài các phép toán số học cơ bản như phép cộng và phép nhân.
Đại số sơ cấp là loại hình đại số được giảng dạy chủ yếu tại trường học. Lĩnh vực này suy xét các mệnh đề toán học chứa biến với giá trị chưa biết và hướng đến xác định xem ở những giá trị nào thì chúng là mệnh đề đúng. Để làm được điều này, đại số sơ cấp áp dụng nhiều phương pháp biến đổi phương trình khác nhau nhằm cô lập biến. Đại số tuyến tính là một lĩnh vực mật thiết tìm hiểu về phương trình tuyến tính và tổ hợp nhiều phương trình loại này gọi là hệ phương trình tuyến tính. Nhánh này cung cấp các phương pháp để tìm giá trị nghiệm đúng đồng thời tất cả các phương trình trong hệ cũng như nghiên cứu tập hợp các nghiệm tìm được. 
Đại số trừu tượng khảo sát các cấu trúc đại số, tập hợp những đối tượng toán học cùng với một hoặc nhiều phép toán xác định trên tập đó. Đại số trừu tượng là dạng khái quát của đại số sơ cấp và đại số tuyến tính nhờ có thêm các đối tượng toán học không phải số và phép toán phi số học. Trong lĩnh vực này, các loại cấu trúc đại số khác nhau như nhóm, vành và trường được phân biệt qua số phép toán chúng sử dụng và các luật mà chúng tuân theo, gọi là tiên đề. Đại số phổ dụng và lý thuyết phạm trù đưa ra khuôn khổ chung nhằm phân tích những quy luật trừu tượng tạo nên điểm đặc trưng cho các lớp cấu trúc đại số khác nhau.
Phương pháp đại số được nghiên cứu trước hết ở thời cổ đại để giải quyết các bài toán cụ thể trong nhiều lĩnh vực, chẳng hạn như hình học. Các nhà toán học trong thời kỳ tiếp theo đã khảo sát những kỹ thuật giải phương trình tổng quát không gắn liền với ứng dụng cụ thể nào. Họ chỉ mô tả phương trình và tập nghiệm của chúng bằng từ ngữ và chữ viết tắt đến khi một hệ hình thức biểu tượng nghiêm ngặt được phát triển vào thế kỷ 16 và 17. Đến giữa thế kỷ 19, tầm vực của đại số mở rộng vượt ra khỏi phạm vi lý thuyết phương trình và bao hàm đa dạng các loại phép toán và cấu trúc đại số. Đại số có liên hệ với nhiều lĩnh vực của toán học như hình học, tô pô, lý thuyết số và vi tích phân, cũng như một số lĩnh vực tra vấn khác như logic và khoa học thực nghiệm.

## Định nghĩa và từ nguyên
Đại số là một nhánh của toán học nghiên cứu các cấu trúc đại số và phép toán mà chúng sử dụng. Cấu trúc đại số là một tập hợp khác rỗng chứa đối tượng toán học, ví dụ như số nguyên, đi cùng với các phép toán đại số xác định trên tập đó như phép cộng và phép nhân. Đại số khám phá các luật, đặc điểm chung và những loại hình cấu trúc đại số khác nhau. Trong một số cấu trúc nhất định, đại số khảo sát sự hiện diện của biến số trong phương trình và cách thức biến đổi các phương trình này.
Đại số thường được hiểu là dạng suy rộng của số học. Số học tìm hiểu các phép toán như cộng, trừ, nhân, chia trên một miền số cụ thể, chẳng hạn như số thực. Đại số sơ cấp cấu thành nên cấp độ trừu tượng đầu tiên. Tương tự số học, đại số sơ cấp chịu ràng buộc ở các loại số và phép toán cụ thể. Những phép toán trên được khái quát hóa qua sự hiện diện đại lượng không xác định dưới dạng biến số đi cùng với các số. Thuộc về cấp độ trừu tượng cao hơn là đại số trừu tượng, vốn không bị giới hạn ở một miền cụ thể nào và đi sâu vào các cấu trúc đại số như nhóm và vành. Đại số trừu tượng mở rộng phạm vi ra ngoài tập hợp phép toán số học điển hình qua việc bao hàm thêm những loại phép toán khác. Đại số phổ dụng có độ trừu tượng cao hơn nữa bởi mảng này không quan tâm đến một vài cấu trúc cụ thể mà chỉ nghiên cứu các đặc trưng của cấu trúc đại số nói chung.

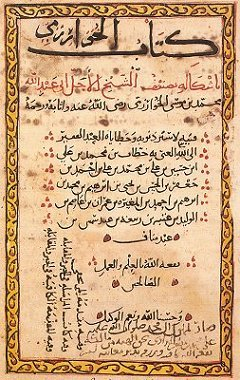
Chữ algebra bắt nguồn từ tiêu đề cuốn sách Al-Jabr của al-Khwārizmī.

Thuật ngữ "đại số" đôi lúc được dùng theo nghĩa hẹp để chỉ đại số sơ cấp hoặc đại số trừu tượng. Ở dạng danh từ đếm được, đại số là một loại cấu trúc đại số cụ thể gồm một không gian vectơ được trang bị một loại phép toán hai ngôi nhất định. Tùy theo ngữ cảnh, "đại số" còn có thể chỉ một số cấu trúc đại số khác như đại số Lie hay đại số kết hợp.
Từ algebra ("đại số") trong tiếng Anh bắt nguồn từ chữ Ả Rập الجبر (al-jabr), ban đầu chỉ liệu pháp phẫu thuật chỉnh cốt. Ở thế kỷ 9, thuật ngữ bắt đầu mang thêm nghĩa toán học khi được nhà toán học người Ba Tư Muhammad ibn Mūsā al-Khwārizmī sử dụng để mô tả một phương pháp giải phương trình và lấy làm tiêu đề của cuốn chuyên luận về đại số al-Kitāb al-Mukhtaṣar fī Ḥisāb al-Jabr wal-Muqābalah [Cuốn cẩm nang về tính toán bằng hoàn thiện và cân bằng], về sau được dịch sang tiếng Latinh với tên Liber Algebrae et Almucabola. Từ trên du nhập vào ngôn ngữ tiếng Anh vào thế kỷ 16 từ tiếng Ý, tiếng Tây Ban Nha và tiếng Latinh trung đại. Nghĩa của nó ban đầu chỉ gói gọn trong lý thuyết phương trình, tức là nghệ thuật biến đổi phương trình đa thức nhằm mục đích giải chúng, nhưng đã có sự thay đổi ở thế kỷ 19 khi tầm vực của đại số được mở rộng để bao hàm cả nghiên cứu về đa dạng các phép toán và cấu trúc đại số cùng với những tiên đề, tức luật mà chúng tuân theo, làm cơ sở cho chúng.
Trong tiếng Việt, "đại số" là từ Hán-Việt được đọc từ chữ Hán 代數; dàishù, có nghĩa là "môn toán học dùng chữ thay số để suy tìm cái quan hệ của số".

## Các nhánh chính

### Đại số sơ cấp

Ký hiệu biểu thức đại số:
1 – lũy thừa (số mũ)
2 – hệ số
3 – hạng tử
4 – toán tử
5 – hạng tử không đổi
– hằng số
– biến số

Đại số sơ cấp là hình thức đại số lâu đời nhất và cơ bản nhất. Đây là dạng suy rộng của số học phụ thuộc nhiều vào biến số (còn gọi là "biến" hay "ẩn") và khảo sát cách thức mà các mệnh đề toán học có thể được biến đổi.
Số học là nghiên cứu về các phép toán số, tìm hiểu cách kết hợp và biến đổi các số qua phép toán cộng, trừ, nhân, chia, phép lũy thừa, khai căn và logarit. Chẳng hạn, phép toán cộng kết hợp hai số gọi là số hạng thành một số thứ ba gọi là tổng, ví dụ như {\displaystyle 2+5=7}.
Đại số sơ cấp lệ thuộc vào những phép toán trên nhưng có biến số xuất hiện đi kèm với các số. Biến là ký hiệu cho đại lượng chưa biết hoặc chưa được cho trước. Nhờ biến mà chúng ta có thể phát biểu các quan hệ toán học với giá trị chính xác không biết trước, cũng như diễn đạt các luật tổng quát với kết quả luôn đúng bất kể giá trị số nào đang sử dụng. Ví dụ, phương trình {\displaystyle 2\times 3=3\times 2} thuộc về số học và biểu diễn một đẳng thức chỉ cho các số cụ thể đó. Khi thay các số bằng biến, ta có thể diễn đạt một luật chung áp dụng được cho bất kỳ tổ hợp số nào có thể có, chẳng hạn như tính chất giao hoán của phép nhân biểu diễn qua phương trình {\displaystyle a\times b=b\times a}.
Biểu thức đại số được hình thành sử dụng các phép toán số học để kết hợp giữa số và biến. Theo quy ước, chữ cái viết thường {\displaystyle x}, {\displaystyle y} và {\displaystyle z} đại diện cho biến. Trong một số trường hợp, chỉ số dưới được thêm vào để phân biệt giữa các biến, ví dụ như {\displaystyle x_{1}}, {\displaystyle x_{2}} và {\displaystyle x_{3}}. Chữ cái {\displaystyle a}, {\displaystyle b} và {\displaystyle c} chủ yếu dùng cho hằng số và hệ số. Biểu thức {\displaystyle 5x+3} là một biểu thức đại số được tạo ra bằng cách nhân số 5 cho biến {\displaystyle x} rồi cộng kết quả cho số 3. Tương tự {\displaystyle 32xyz} và {\displaystyle 64x_{1}^{2}+7x_{2}-c} cũng là biểu thức đại số.
Một số biểu thức đại số có dạng mệnh đề liên hệ hai biểu thức với nhau. Phương trình là một mệnh đề được tạo thành qua so sánh hai biểu thức và cho biết chúng bằng nhau, biểu diễn thông qua dấu bằng ({\displaystyle =}) chẳng hạn như {\displaystyle 5x^{2}+6x=3y+4}. Bất đẳng thức là một dạng so sánh khác, cho biết hai vế là khác nhau. Sự khác nhau đó có thể được biểu diễn bằng các ký hiệu như dấu nhỏ hơn ({\displaystyle <}), dấu lớn hơn ({\displaystyle >}) và dấu khác ({\displaystyle \neq }). Không giống như biểu thức khác, mệnh đề có thể đúng hoặc sai, và chân trị của chúng thường phụ thuộc vào giá trị của biến. Ví dụ, mệnh đề {\displaystyle x^{2}=4} là đúng nếu {\displaystyle x} bằng 2 hoặc −2, còn lại là sai. Phương trình chứa biến có thể được chia thành phương trình đồng nhất và phương trình có điều kiện. Phương trình đồng nhất luôn đúng với mọi giá trị có thể được gán cho biến, ví dụ như {\displaystyle 2x+5x=7x}. Phương trình có điều kiện chỉ đúng với một giá trị nào đó: chẳng hạn, {\displaystyle x+4=9} chỉ đúng nếu {\displaystyle x} bằng 5.
Mục tiêu chính của đại số sơ cấp là xác định được giá trị sao cho một mệnh đề là đúng, bằng cách biến đổi mệnh đề theo một số quy tắc nhất định. Một nguyên lý quan trọng cho quá trình trên là phép toán khi áp dụng cho một vế của phương trình thì cũng phải áp dụng cho vế còn lại. Chẳng hạn khi trừ vế trái của phương trình cho 5 thì ta cũng phải trừ vế phải cho 5 để hai vế cân bằng. Các bước như vậy thường nhắm đến cô lập ẩn mà ta quan tâm ở một vế, một quá trình được gọi là giải phương trình theo ẩn đó. Ví dụ, phương trình {\displaystyle x-7=4} được giải theo {\displaystyle x} bằng cách cộng cả hai vế cho 7 để cô lập {\displaystyle x} ở vế trái và dẫn đến phương trình {\displaystyle x=11}.
Có nhiều kỹ thuật khác được sử dụng để giải phương trình. Đơn giản hóa là kỹ thuật được áp dụng để thay thế một biểu thức phức tạp bằng biểu thức tương đương đơn giản hơn. Ví dụ, biểu thức {\displaystyle 7x-3x} có thể thay bằng biểu thức {\displaystyle 4x} vì {\displaystyle 7x-3x=(7-3)x=4x} theo tính chất phân phối giữa phép nhân và phép cộng. Đối với mệnh đề nhiều ẩn, phép thế là một kỹ thuật phổ biến khác để thay một ẩn bằng một biểu thức tương đương không chứa ẩn đó. Chẳng hạn nếu đã biết {\displaystyle y=3x} thì ta có thể đơn giản biểu thức {\displaystyle 7xy} trở thành {\displaystyle 21x^{2}}. Tương tự, nếu đã biết giá trị của một ẩn thì ta cũng có thể sử dụng nó để xác định giá trị của ẩn khác.

Phương trình đại số có thể được dùng để vẽ hình học. Mọi giá trị và nghiệm đúng phương trình được biểu diễn bằng điểm. Chúng được nối lại thành đường thẳng màu đỏ đi lên trong đồ thị ở trên.

Phương trình đại số có thể được biểu diễn bằng hình học để vẽ các hình không gian dưới hình thức đồ thị. Để làm được điều này, các biến khác nhau trong phương trình được xem là tọa độ và giá trị nghiệm đúng phương trình được biểu diễn thành các điểm trên đồ thị. Ví dụ, nếu cho {\displaystyle x} bằng 0 trong phương trình {\displaystyle y=0,5x-1} thì {\displaystyle y} phải bằng −1 để phương trình này nghiệm đúng. Điều này có nghĩa là cặp số {\displaystyle (0,-1)} thuộc đồ thị của phương trình. Ngược lại, cặp {\displaystyle (0,7)} không nghiệm đúng phương trình và do đó không thuộc đồ thị. Đồ thị này bao hàm toàn bộ các cặp số {\displaystyle (x,y)} thỏa mãn phương trình đã cho.

#### Đa thức
Đa thức là biểu thức chứa một hoặc nhiều hạng tử được cộng vào hoặc trừ đi lẫn nhau, ví dụ như {\displaystyle x^{4}+3xy^{2}+5x^{3}-1}. Mỗi hạng tử có thể là hằng số, biến số, hoặc tích giữa hằng số và biến. Mỗi biến có thể được nâng lên lũy thừa với số mũ nguyên dương. Đơn thức là đa thức một hạng tử còn đa thức với hai và ba hạng tử lần lượt được gọi là nhị thức và tam thức. Bậc của đa thức là giá trị lớn nhất của tổng các số mũ của biến trong mỗi hạng tử (trong ví dụ ở trên là 4). Đa thức bậc một được gọi là đa thức tuyến tính. Hệ đa thức tuyến tính là đối tượng nghiên cứu chính của đại số tuyến tính. Một đa thức có thể là một ẩn hoặc nhiều ẩn tùy thuộc vào việc nó chứa một hay nhiều biến.
Phân tích nhân tử là một phương pháp được áp dụng để đơn giản hóa đa thức, giúp dễ dàng giải tích và xác định giá trị sao cho chúng có giá trị bằng 0. Phân tích nhân tử là viết lại đa thức dưới dạng tích của nhiều nhân tử. Đa thức {\displaystyle x^{2}-3x-10}, chẳng hạn, có thể được viết lại thành {\displaystyle (x+2)(x-5)}. Đa thức trên có giá trị bằng 0 khi và chỉ khi một trong các nhân tử của nó bằng 0, tức là nếu {\displaystyle x} bằng −2 hoặc 5. Trước thế kỷ 19, hầu hết lĩnh vực đại số là dành cho phương trình đa thức, tức phương trình thu được khi cho một đa thức bằng 0. Những nỗ lực ban đầu trong việc giải phương trình đa thức là biểu diễn nghiệm theo căn bậc n. Nghiệm của phương trình đa thức bậc hai dạng {\displaystyle ax^{2}+bx+c=0} được cho bởi công thức nghiệm bậc hai
{\displaystyle x={\frac {-b\pm {\sqrt {b^{2}-4ac\ }}}{2a}}.}
Nghiệm đối với bậc 3 và 4 được xác định lần lượt từ công thức nghiệm bậc ba và bậc bốn. Nghiệm tổng quát ở bậc cao hơn không tồn tại, theo kết quả của định lý Abel–Ruffini được chứng minh vào thế kỷ 19. Ngay cả khi không tồn tại nghiệm tổng quát, nghiệm gần đúng của phương trình vẫn có thể tìm được qua các công cụ số học như phương pháp Newton–Raphson.
Định lý cơ bản của đại số khẳng định mọi phương trình đa thức một ẩn bậc dương với hệ số thực hoặc phức có ít nhất một nghiệm phức. Kéo theo đó, mọi đa thức bậc dương có thể được phân tích thành nhiều đa thức tuyến tính. Định lý trên được chứng minh vào đầu thế kỷ 19, nhưng việc này chưa thể giải quyết toàn vẹn vấn đề do định lý không đưa ra bất kỳ cách nào để tính toán giá trị nghiệm.

### Đại số tuyến tính
Đại số tuyến tính bắt đầu với khảo sát về hệ phương trình tuyến tính. Một phương trình được gọi là tuyến tính nếu nó biểu diễn được dưới dạng {\displaystyle a_{1}x_{1}+a_{2}x_{2}+...+a_{n}x_{n}=b}, trong đó {\displaystyle a_{1}}, {\displaystyle a_{2}}, ..., {\displaystyle a_{n}} và {\displaystyle b} là hằng số. Ví dụ, {\displaystyle x_{1}-7x_{2}+3x_{3}=0} và {\textstyle {\frac {1}{4}}x-y=4} là phương trình tuyến tính. Hệ phương trình tuyến tính là tập hợp phương trình tuyến tính mà ở đó ta quan tâm đến nghiệm chung giữa các phương trình.
Ma trận là mảng giá trị hình chữ nhật ban đầu ra đời làm ký hiệu mang tính tổng hợp và cô đọng cho hệ phương trình tuyến tính. Chẳng hạn, hệ phương trình
{\displaystyle {\begin{aligned}9x_{1}+3x_{2}-13x_{3}&=0\\2,3x_{1}+7x_{3}&=9\\-5x_{1}-17x_{2}&=-3\end{aligned}}}
có thể viết lại thành
{\displaystyle AX=B,}
trong đó {\displaystyle A,X} và {\displaystyle B} là các ma trận
{\displaystyle A={\begin{bmatrix}9&3&-13\\2,3&0&7\\-5&-17&0\end{bmatrix}},\quad X={\begin{bmatrix}x_{1}\\x_{2}\\x_{3}\end{bmatrix}},\quad B={\begin{bmatrix}0\\9\\-3\end{bmatrix}}.}
Dưới một vài điều kiện về số dòng và số cột, ma trận có thể được thực hiện phép cộng, phép nhân và đôi lúc lấy nghịch đảo. Mọi phương pháp giải hệ tuyến tính đều được diễn đạt thành phép biến đổi ma trận qua các phép toán nêu trên. Hệ phương trình trong ví dụ trên được giải bằng cách tính ma trận nghịch đảo {\displaystyle A^{-1}} sao cho {\displaystyle A^{-1}A=I} với {\displaystyle I} là ma trận đơn vị. Sau đó, nhân hai vế của phương trình ma trận đã nêu cho {\displaystyle A^{-1}} về phía bên trái, ta được nghiệm của hệ phương trình tuyến tính là
{\displaystyle X=A^{-1}B.}
Phương pháp giải hệ phương trình tuyến tính dao động từ cấp độ nhập môn như phép thế và cộng đại số đến các kỹ thuật nâng cao sử dụng ma trận như quy tắc Cramer, phép khử Gauss và phân tích LU. Một số hệ phương trình là không tương thích do chúng vô nghiệm; hệ tương thích có thể có một nghiệm duy nhất hoặc vô số nghiệm.
Nghiên cứu về không gian vectơ và ánh xạ tuyến tính cấu thành một bộ phận lớn trong đại số tuyến tính. Không gian vectơ là cấu trúc đại số được hình thành từ một tập hợp cùng với phép cộng (vốn khiến nó trở thành nhóm Abel) và phép nhân vô hướng tương hợp với phép cộng. Ánh xạ tuyến tính là hàm giữa các không gian vectơ tương hợp với phép cộng và phép nhân vô hướng. Trong trường hợp của không gian vectơ hữu hạn chiều, vectơ và ánh xạ tuyến tính có thể được ký hiệu bằng ma trận. Theo đó, lý thuyết về ma trận và không gian vectơ hữu hạn chiều về cơ bản là giống nhau, và đặc biệt không gian vectơ cho ta một cách thức thứ ba để biểu diễn và biến đổi hệ phương trình tuyến tính. Dưới góc độ này, ma trận là biểu diễn của ánh xạ tuyến tính: nếu ta chọn một cơ sở nhất định để mô tả những vectơ được biến đổi thì các phần tử trong ma trận cho ta kết quả của phép ánh xạ tuyến tính áp dụng cho các vectơ cơ sở.

Phương trình tuyến tính hai ẩn có thể được biểu diễn hình học dưới dạng đường thẳng. Nghiệm của một hệ phương trình tuyến tính là nơi mà các đường thẳng giao nhau.

Hệ phương trình có thể được biểu diễn dưới dạng hình học. Đối với hệ hai ẩn, mỗi phương trình tương ứng với một đường thẳng trong không gian hai chiều. Giao điểm của hai đường thẳng là nghiệm của hệ vì đây là điểm duy nhất nghiệm đúng cả hai phương trình trong hệ. Đối với hệ không tương thích, hai đường thẳng này sẽ song song với nhau, có nghĩa là hệ vô nghiệm do chúng không cắt nhau. Nếu hai phương trình không độc lập với nhau thì chúng cùng đại diện cho một đường thẳng, tức là mọi nghiệm của phương trình thứ nhất đều là nghiệm của phương trình thứ hai. Nhờ các quan hệ nói trên mà chúng ta có thể tìm được nghiệm về mặt hình học bằng cách vẽ đồ thị các phương trình và xác định nơi giao nhau giữa chúng. Nguyên lý này cũng áp dụng cho hệ phương trình nhiều hơn hai ẩn với điểm khác biệt là mỗi phương trình đại diện cho một đối tượng hình học nhiều chiều thay vì đường thẳng. Chẳng hạn, phương trình ba ẩn tương ứng với mặt phẳng trong không gian ba chiều và giao điểm của tất cả các mặt phẳng là nghiệm của hệ phương trình.

### Đại số trừu tượng
Đại số trừu tượng, còn gọi là đại số hiện đại, là nghiên cứu về các cấu trúc đại số. Cấu trúc đại số là khuôn mẫu để hiểu biết các phép toán trên đối tượng toán học, ví dụ như phép cộng các số. Trong khi đại số sơ cấp và đại số tuyến tính có hiệu lực trong khuôn khổ một vài cấu trúc đại số cụ thể, đại số trừu tượng đi theo hướng tổng quát hơn nhằm so sánh xem các cấu trúc đại số khác nhau như thế nào và tồn tại những loại cấu trúc đại số gì, ví dụ như nhóm, vành và trường. Điểm khác biệt chủ yếu giữa các dạng cấu trúc nói trên là ở số lượng phép toán mà chúng sử dụng và các luật mà chúng tuân theo. Trong giáo dục toán học, đại số trừu tượng chỉ một học phần nâng cao của chương trình đại học mà sinh viên chuyên ngành toán theo học sau khi hoàn tất các học phần đại số tuyến tính.

Nhiều cấu trúc đại số phụ thuộc vào phép toán hai ngôi với hai đối tượng đầu vào được tổng hợp thành một đối tượng duy nhất làm đầu ra, tương tự như phép cộng và phép nhân.

Ở cấp độ hình thức, cấu trúc đại số là một tập hợp các đối tượng toán học, gọi là tập nền, đi cùng với một hoặc một số phép toán. Đại số trừu tượng chủ yếu quan tâm đến phép toán hai ngôi, vốn lấy đầu vào là hai đối tượng bất kỳ từ tập nền và ánh xạ chúng sang một đối tượng khác từ tập đó làm đầu ra. Chẳng hạn, cấu trúc đại số {\displaystyle \langle \mathbb {N} ,+\rangle } có tập nền là tập hợp số tự nhiên ({\displaystyle \mathbb {N} }) và phép toán hai ngôi là phép cộng ({\displaystyle +}). Tập nền có thể chứa các đối tượng toán học khác không phải số, và phép toán trong cấu trúc không bị giới hạn ở những phép toán số học thông thường. Ví dụ, tập nền trong nhóm đối xứng của một đối tượng hình học bao gồm các phép biến đổi hình học, chẳng hạn như phép quay, sao cho đối tượng đó không thay đổi. Phép toán hai ngôi của nó là hàm hợp, trong đó đầu ra là phép biến đổi hình học thu được sau khi lần lượt áp dụng hai phép biến hình đầu vào.

#### Lý thuyết nhóm
Đại số trừu tượng phân lớp các cấu trúc đại số dựa trên các luật hay tiên đề mà chúng tuân theo và số phép toán chúng sử dụng. Nhóm là một trong những loại cơ bản nhất, bao gồm một phép toán và yêu cầu phép toán đó phải có tính kết hợp cũng như có một phần tử đơn vị và phần tử nghịch đảo. Một phép toán có tính kết hợp nếu thứ tự thực hiện nó nhiều lần không ảnh hưởng đến kết quả, tức là {\displaystyle (a\circ b)\circ c} luôn bằng với {\displaystyle a\circ (b\circ c)}. Một phép toán có phần tử đơn vị hay phần tử trung hòa nếu tồn tại một phần tử {\displaystyle e} không làm thay đổi giá trị của bất kỳ phần tử nào khác, hay {\displaystyle a\circ e=e\circ a=a}. Một phép toán có phần tử nghịch đảo nếu với mọi phần tử {\displaystyle a} tồn tại một phần tử {\displaystyle a^{-1}} đối ứng lại {\displaystyle a}. Nếu một phần tử được thực hiện phép toán với phần tử nghịch đảo của nó thì kết quả là phần tử trung hòa {\displaystyle e}, phát biểu dưới dạng {\displaystyle a\circ a^{-1}=a^{-1}\circ a=e}. Mọi cấu trúc đại số đáp ứng các yêu cầu trên là một nhóm. Ví dụ, {\displaystyle \langle \mathbb {Z} ,+\rangle } là một nhóm hình thành từ tập hợp số nguyên cùng với phép cộng. Phần tử trung hòa của nhóm này là 0 và phần tử nghịch đảo của một số {\displaystyle a} bất kỳ là {\displaystyle -a}. Trái lại, tập hợp số tự nhiên cùng với phép cộng không tạo nên một nhóm do chỉ chứa các số nguyên dương và vì vậy không có phần tử nghịch đảo nào.
Lý thuyết nhóm khảo sát bản chất của nhóm với các định lý sơ cấp như định lý cơ bản của các nhóm Abel hữu hạn và định lý Feit–Thompson. Định lý Feit–Thompson là bước đi đầu cho một trong những thành tựu toán học quan trọng nhất thế kỷ 20: một quá trình cộng tác kéo dài với hơn 10.000 trang bài báo được xuất bản chủ yếu từ năm 1960 đến năm 2004 đi đến định lý phân loại nhóm đơn hữu hạn toàn vẹn.

#### Lý thuyết vành và lý thuyết trường
Vành là một cấu trúc đại số với hai phép toán hoạt động tương đồng với phép cộng và phép nhân các số, được đặt tên và ký hiệu tương tự. Vành là một nhóm giao hoán dưới phép cộng: phép cộng của vành có tính kết hợp, tính giao hoán và có một phần tử đơn vị cùng với phần tử nghịch đảo. Phép nhân có tính kết hợp và phân phối theo phép cộng; tức là {\displaystyle a(b+c)=ab+ac} và {\displaystyle (b+c)a=ba+ca.} Hơn nữa, phép nhân còn có thêm một phần tử đơn vị thường được ký hiệu là 1. Phép nhân không nhất thiết phải có tính giao hoán; nếu có thì vành đó là một vành giao hoán. Vành số nguyên ({\displaystyle \mathbb {Z} }) là một trong những vành giao hoán đơn giản nhất.
Trường là một vành giao hoán sao cho {\displaystyle 1\neq 0} và mỗi phần tử khác không có một nghịch đảo phép nhân. Vành số nguyên không tạo nên một trường do không có nghịch đảo phép nhân. Chẳng hạn, nghịch đảo phép nhân của {\displaystyle 7} là {\displaystyle {\tfrac {1}{7}}}, không phải là số nguyên. Mỗi tập hợp số hữu tỉ, số thực và số phức tạo thành một trường với phép cộng và phép nhân.
Lý thuyết vành là nghiên cứu về vành, khám phá các khái niệm như vành con, vành thương, vành đa thức và i-đê-an cũng như định lý quan trọng như định lý cơ sở Hilbert. Lý thuyết trường quan tâm đến các trường và khảo sát về mở rộng trường, đóng đại số và trường hữu hạn. Lý thuyết Galois đi sâu vào mối quan hệ giữa lý thuyết trường và lý thuyết vành, phụ thuộc vào định lý cơ bản của lý thuyết Galois.

#### Lý thuyết về quan hệ tương hỗ giữa các cấu trúc

Hình vẽ mối quan hệ giữa một số cấu trúc đại số. Chẳng hạn, phần phía trên bên trái cho thấy một magma sẽ trở thành nửa nhóm nếu phép toán của nó có tính kết hợp.

Ngoài nhóm, vành và trường, đại số còn nghiên cứu nhiều loại cấu trúc khác như magma, nửa nhóm, monoid, nhóm Abel, vành giao hoán, mô đun, dàn, không gian vectơ, đại số trên một trường, đại số kết hợp và đại số phi kết hợp. Chúng khác nhau về loại đối tượng được mô tả và ràng buộc mà các phép toán trong chúng phải thỏa mãn. Nhiều cấu trúc có liên hệ với nhau ở chỗ một cấu trúc cơ bản có thể được chuyển thành cấu trúc nâng cao hơn thông qua đáp ứng các yêu cầu bổ sung. Chẳng hạn, một magma trở thành nửa nhóm nếu phép toán của nó có tính kết hợp.
Phép đồng cấu là công cụ khảo sát các yếu tố cấu trúc qua việc so sánh hai cấu trúc đại số. Đồng cấu là một hàm từ tập nền của một cấu trúc đại số sang tập nền của một cấu trúc đại số khác bảo toàn các đặc trưng cấu trúc nhất định. Nếu hai cấu trúc đại số sử dụng phép toán hai ngôi và có dạng {\displaystyle \langle A,\circ \rangle } và {\displaystyle \langle B,\star \rangle } thì hàm {\displaystyle h:A\to B} là một đồng cấu khi nó thỏa mãn {\displaystyle h(x\circ y)=h(x)\star h(y)}. Sự tồn tại của một đồng cấu chỉ ra rằng phép toán {\displaystyle \star } ở cấu trúc thứ hai có cùng vai trò với phép toán {\displaystyle \circ } ở cấu trúc thứ nhất. Phép đẳng cấu là một dạng đặc biệt của đồng cấu biểu thị mức độ tương đồng cao giữa hai cấu trúc đại số. Đẳng cấu là phép đồng cấu song ánh, có nghĩa là nó thiết lập mối quan hệ một–một giữa các phần tử của hai cấu trúc đại số. Điều này mang hàm ý rằng mọi phần tử của cấu trúc thứ nhất đều được ánh xạ sang một phần tử duy nhất trong cấu trúc thứ hai mà không có phần tử nào không được ánh xạ ở cấu trúc thứ hai đó.

Đại số con giới hạn các phép toán về một tập hợp con thuộc tập nền của cấu trúc đại số ban đầu.

Một công cụ so sánh khác là quan hệ giữa một cấu trúc đại số với đại số con của nó. Cả cấu trúc đại số này và đại số con đều sử dụng chung các phép toán, đồng thời các phép toán đó tuân thủ cùng những tiên đề. Điểm khác nhau duy nhất là tập nền của đại số con là tập con của tập nền của cấu trúc đại số ứng với nó. Mọi phép toán trong đại số con phải là đóng trên tập nền, tức là chúng chỉ cho ra phần tử thuộc tập nền này. Chẳng hạn, tập hợp các số nguyên chẵn cùng với phép cộng là một đại số con của tập hợp các số nguyên cùng với phép cộng, do tổng của hai số chẵn là một số chẵn. Song, tập hợp các số nguyên lẻ cùng với phép cộng không phải là đại số con do nó không có tính đóng: tổng của hai số lẻ là một số chẵn không thuộc tập hợp con đã chọn.
Đại số phổ dụng là nghiên cứu về các cấu trúc đại số nói chung. Trong quan điểm chung, đại số phổ dụng không quan tâm tới các phần tử cụ thể tạo nên tập nền và xem xét cả những phép toán với nhiều hơn hai đầu vào, chẳng hạn như phép toán ba ngôi. Lĩnh vực này cho chúng ta một khuôn mẫu để tìm hiểu xem các cấu trúc đại số khác nhau có chung những đặc điểm cấu trúc nào. Một trong những đặc điểm trên có liên quan đến các đồng nhất thức luôn đúng trong các cấu trúc đại số khác nhau. Trong trường hợp này, đồng nhất thức là một phương trình phổ dụng hoặc phương trình luôn đúng với mọi phần tử trong tập nền. Ví dụ, tính giao hoán là một phương trình phổ dụng phát biểu rằng {\displaystyle a\circ b} bao giờ cũng đồng nhất với {\displaystyle b\circ a}. Đa tạp là một lớp chứa tất cả các cấu trúc đại số thỏa mãn một số đồng nhất thức nào đó. Nếu hai cấu trúc đại số cùng thỏa mãn tính giao hoán, chẳng hạn, thì chúng đều thuộc về đa tạp tương ứng.
Lý thuyết phạm trù sử dụng khái niệm phạm trù để tìm hiểu xem các đối tượng toán học có liên hệ với nhau như thế nào. Phạm trù là một bộ các đối tượng cùng với một bộ cấu xạ hoặc "mũi tên" giữa những đối tượng đó. Hai bộ trên phải đáp ứng một vài điều kiện nhất định. Chẳng hạn, cấu xạ có thể được liên kết hay hợp nối lại: nếu tồn tại một cấu xạ từ đối tượng {\displaystyle a} sang đối tượng {\displaystyle b} và một cấu xạ khác từ đối tượng {\displaystyle b} sang đối tượng {\displaystyle c} thì cũng phải tồn tại một cấu xạ từ đối tượng {\displaystyle a} sang đối tượng {\displaystyle c}. Phép hợp nối cấu xạ cần có tính kết hợp và mỗi đối tượng phải có một "cấu xạ đồng nhất" tương ứng. Phạm trù được ứng dụng phổ biến trong toán học đương đại do chúng cung cấp một khuôn khổ thống nhất để mô tả và phân tích nhiều khái niệm toán học cốt lõi. Ví dụ, tâp hợp có thể được mô tả bằng phạm trù tập hợp, và một nhóm bất kỳ có thể xem là các cấu xạ của một phạm trù với chỉ một đối tượng.

## Lịch sử

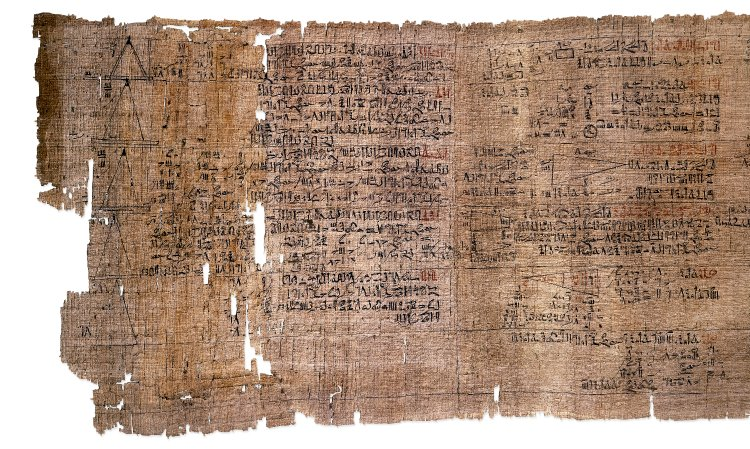
Cuộn giấy Rhind từ Ai Cập cổ đại, có niên đại khoảng năm 1650 TCN, là một trong những tài liệu cổ xưa nhất bàn về các bài toán đại số.

Nguồn gốc đại số đến từ những nỗ lực giải quyết bài toán liên quan đến tính toán số học và đại lượng chưa biết. Các tiến trình này diễn ra trong thời cổ đại ở nền văn minh cổ Babylon, Ai Cập, Hy Lạp, Trung Quốc và Ấn Độ. Một trong những tài liệu lâu đời nhất về bài toán đại số là cuộn giấy Rhind của Ai Cập cổ đại, viết vào khoảng năm 1650 TCN. Văn bản này có nội dung về nghiệm của phương trình tuyến tính như được diễn đạt trong các bài toán như "Một đại lượng; một phần tư được thêm vào nó. Nó thành mười lăm. Hỏi đại lượng đó bằng mấy?" Các phiến đất sét Babylon từ cùng khoảng thời gian này đã giải thích một số phương pháp giải phương trình tuyến tính và đa thức bậc hai, ví dụ như phương pháp phần bù bình phương.
Nhiều trong số vốn hiểu biết trên được lan truyền đến Hy Lạp cổ đại. Từ thế kỷ 6 TCN, người Hy Lạp quan tâm chủ yếu đến hình học thay vì đại số nhưng đã áp dụng phương pháp đại số để giải bài toán hình học. Chẳng hạn, họ đã nghiên cứu các đối tượng hình học với kích thước và diện tích là đại lượng chưa biết cần xác định, như được minh họa trong phát biểu phương pháp hiệu hai số chính phương của Pythagoras và bộ Cơ sở của Euclid sau đó. Vào thế kỷ 3 CN, Diophantus đưa ra luận bàn chi tiết về cách giải phương trình đại số trong một bộ sách có tên Arithmetica. Ông là người đầu tiên thử nghiệm ký hiệu biểu tượng để biểu diễn đa thức. Tác phẩm của Diophantus đã truyền cảm hứng cho sự phát triển của đại số Ả Rập với nhiều phương pháp từ ông được phản ánh ở các khái niệm và kỹ thuật áp dụng trong đại số Ả Rập trung cổ. Tại Trung Hoa cổ đại, Cửu chương toán thuật, một quyển sách được biên soạn trong giai đoạn từ thế kỷ 10 TCN đến thế kỷ 2 CN, đã khám phá nhiều kỹ thuật giải phương trình đại số bao gồm ý tưởng tương tự như xây dựng ma trận ngày nay.
Những bước phát triển sớm trên có phải là bộ phận hay chỉ là tiền thân của đại số vẫn chưa có sự đồng thuận. Chúng nhằm đưa ra lời giải cho các bài toán đại số nhưng không thể nhận thức những bài toán đó theo cách trừu tượng và tổng quát, mà chỉ tập trung vào các trường hợp và ứng dụng cụ thể. Điều này đã thay đổi khi nhà toán học Ba Tư al-Khwārizmī cho xuất bản Cuốn cẩm nang về tính toán bằng hoàn thiện và cân bằng vào năm 825 CN. Cuốn sách này trình bày luận bàn chi tiết đầu tiên về các phương pháp chung có thể được áp dụng để biến đổi phương trình bậc nhất và bậc hai bằng cách "giảm trừ" và "cân bằng" hai vế. Một số đóng góp quan trọng khác cho đại số đến từ nhà toán học Ả Rập Thābit ibn Qurra cũng vào thế kỷ 9 và nhà toán học Ba Tư Omar Khayyám vào thế kỷ 11 và 12.
Tại Ấn Độ, Brahmagupta đã nghiên cứu cách thức giải phương trình bậc hai và hệ phương trình nhiều ẩn từ thế kỷ 7 và lần đầu tiên sử dụng số không và số âm trong phương trình đại số. Các phương pháp và khái niệm từ Brahmagupta về sau được hoàn thiện hơn nữa bởi nhà toán học Mahāvīra vào thế kỷ 9 và Bhāskara II ở thế kỷ 12. Năm 1247, nhà toán học Trung Quốc Tần Cửu Thiều chắp bút Số thư Cửu chương trong đó nêu một thuật toán để tính giá trị của đa thức, bao gồm đa thức bậc cao.
Nhà toán học người Ý Fibonacci là người mang các ý tưởng và kỹ thuật của al-Khwārizmī sang châu Âu trong nhiều đầu sách, trong đó gồm tác phẩm Liber Abaci của mình. Năm 1545, học giả Ý Gerolamo Cardano xuất bản Ars Magna, một tác phẩm có nội dung bao hàm nhiều chủ đề trong đại số, có bàn luận về số ảo và là tác phẩm đầu tiên trình bày phương pháp khái quát để giải phương trình bậc ba và bậc bốn. Trong thế kỷ 16 và 17, hai nhà toán học người Pháp François Viète và René Descartes cho ra đời chữ cái và biểu tượng để ký hiệu biến số và phép toán, giúp việc biểu diễn phương trình trở nên trừu tượng và súc tích hơn thay vì lệ thuộc vào mô tả bài toán và lời giải bằng câu chữ như trước. Một số nhà sử học xem đây là bước ngoặt trong lịch sử đại số và xem giai đoạn trước đó là tiền sử đại số do bị thiếu vắng bản chất trừu tượng dựa trên biến đổi ký hiệu.
Thế kỷ 17 và 18 chứng kiến nhiều cố gắng để tìm ra nghiệm tổng quát cho đa thức bậc năm trở lên, nhưng tất cả đều thất bại. Cuối thế kỷ 18, nhà toán học người Đức Carl Friedrich Gauss chứng minh định lý cơ bản của đại số, vốn chỉ ra sự tồn tại nghiệm số của đa thức bậc tùy ý mà không đưa ra công thức nghiệm tổng quát nào. Đầu thế kỷ 19, nhà toán học Ý Paolo Ruffini và nhà toán học Na Uy Niels Henrik Abel chứng minh được rằng nghiệm tổng quát cho đa thức bậc năm trở lên không tồn tại. Không lâu sau phát kiến của hai người, nhà toán học Pháp Évariste Galois đã phát triển cái về sau được gọi là lý thuyết Galois nhằm đưa ra phân tích chi tiết hơn về nghiệm của đa thức cũng như đồng thời đặt nền móng cho lý thuyết nhóm. Giới toán học sớm nhận ra mối liên quan giữa lý thuyết nhóm với các lĩnh vực khác và áp dụng nó cho các bộ môn như hình học và lý thuyết số.

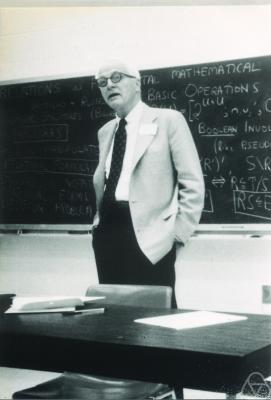
Garrett Birkhoff đã phát triển nhiều khái niệm cốt lõi của đại số phổ dụng.

Từ giữa thế kỷ 19, mối quan tâm chủ yếu của đại số chuyển hướng từ nghiên cứu về đa thức gắn với đại số sơ cấp sang tra vấn tổng quát hơn về các cấu trúc đại số, đánh dấu sự xuất hiện đại số trừu tượng. Cách tiếp cận này khai phá cơ sở tiên đề của các phép toán đại số bất kỳ. Gắn liền với quá trình phát triển nói trên là việc phát minh các hệ đại số mới dựa trên những phép toán và phần tử khác nhau như đại số Boole, đại số vectơ và đại số ma trận. Các nhà toán học người Đức David Hilbert, Ernst Steinitz và Emmy Noether cũng như nhà toán học người Áo Emil Artin là những người làm nên tiến triển ban đầu có tầm ảnh hưởng trong đại số trừu tượng, khi họ đã nghiên cứu các dạng cấu trúc đại số khác nhau và phân chia thành nhiều loại dựa trên tiên đề làm cơ sở cho chúng như nhóm, vành và trường.
Ý tưởng về hướng tiếp cận tổng quát hơn nữa gắn với đại số phổ dụng do nhà toán học người Anh Alfred North Whitehead hình thành trong cuốn sách A Treatise on Universal Algebra năm 1898, sau đó được nhà toán học người Mỹ Garrett Birkhoff mở rộng thêm với nhiều khái niệm cốt lõi của lĩnh vực được phát triển từ thập niên 1930. Sự phát minh của đại số phổ dụng dẫn đến nhiều lĩnh vực mới ra đời tập trung vào đại số hóa toán học – tức là áp dụng các phương pháp đại số cho các nhánh toán học khác. Đại số tô pô xuất hiện vào đầu thế kỷ 20 nhằm tìm hiểu các cấu trúc đại số như nhóm tô pô và nhóm Lie. Đại số đồng điều nổi lên vào thập niên 1940 và 1950, ứng dụng các kỹ thuật đại số để nghiên cứu tính đồng điều. Cùng khoảng thời gian đó, lý thuyết phạm trù được triển khai và sau này đóng vai trò chủ chốt trong nền tảng toán học. Ngoài ra, lý thuyết mô hình và nghiên cứu về đại số tự do là những bước phát triển quan trọng khác.

## Ứng dụng
Đại số có tầm ảnh hưởng rất rộng rãi cả trong toán học và trong ứng dụng ở nhiều lĩnh vực khác. Đại số hóa toán học là quá trình áp dụng phương pháp và nguyên lý đại số cho các nhánh toán học khác như hình học, tô pô, lý thuyết số và vi tích phân. Việc này được thực hiện bằng cách sử dụng ký hiệu dưới dạng biến số để biểu diễn tri thức toán học ở cấp độ tổng quát hơn, cho phép các nhà toán học phát triển mô hình hình thức để mô tả cách mà các đối tượng tương tác và liên hệ lẫn nhau.

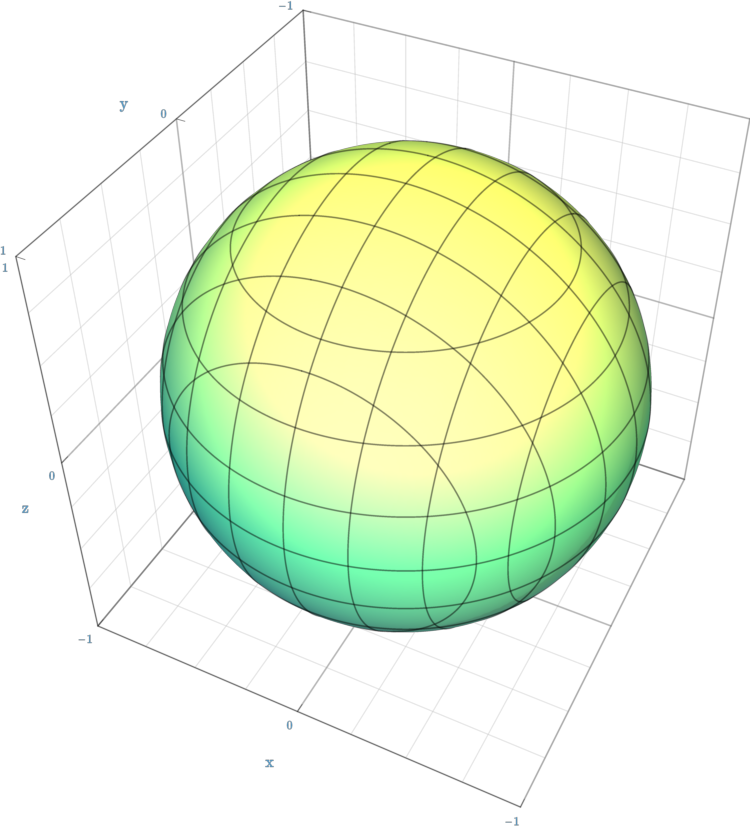
Phương trình đại số biểu diễn mặt cầu có tâm ở gốc tọa độ và bán kính là 1.

Một ứng dụng có trong hình học là sử dụng phát biểu đại số để mô tả các đối tượng hình học. Ví dụ, phương trình {\displaystyle y=3x-7} biểu diễn một đường thẳng trong không gian hai chiều còn phương trình {\displaystyle x^{2}+y^{2}+z^{2}=1} biểu diễn một mặt cầu trong không gian ba chiều. Hình học đại số đặc biệt chú ý đến đa tạp đại số, tập nghiệm của hệ phương trình đa thức vốn có thể được sử dụng để mô tả các đối tượng hình học phức tạp. Lập luận đại số còn có thể giúp giải quyết các bài toán hình học. Chẳng hạn ta có thể xác định vị trí tương đối và giao điểm giữa đường thẳng có phương trình {\displaystyle y=x+1} và đường tròn có phương trình {\displaystyle x^{2}+y^{2}=25} bằng cách giải hệ gồm hai phương trình đã nêu. Tô pô học nghiên cứu tính chất của đối tượng hình học hoặc không gian tô pô vốn luôn bất biến dưới các phép toán biến đổi liên tục. Tô pô đại số dựa vào các lý thuyết đại số như lý thuyết nhóm để phân lớp không gian tô pô. Ví dụ, nhóm đồng luân phân lớp không gian tô pô dựa trên sự tồn tại nút hoặc lỗ trong chúng.
Lý thuyết số quan tâm đến tính chất và quan hệ giữa các số nguyên. Lý thuyết số đại số ứng dụng các phương pháp và nguyên lý của đại số trong lĩnh vực tra vấn này, chẳng hạn như dùng biểu thức đại số để mô tả các luật tổng quát như định lý lớn Fermat hay áp dụng cấu trúc đại số để phân tích dáng điệu của các số, ví dụ như vành số nguyên. Một lĩnh vực liên quan là toán học tổ hợp sử dụng kỹ thuật đại số để giải quyết những bài toán liên quan đến đếm, sắp xếp và tổ hợp các đối tượng rời rạc. Một ví dụ trong đại số tổ hợp là ứng dụng lý thuyết nhóm để phân tích đồ thị và đối xứng. Kiến thức đại số cũng có ý nghĩa đối với vi tích phân, vốn sử dụng biểu thức toán học để khảo sát tốc độ thay đổi và tích lũy của đại lượng. Vi tích phân phụ thuộc vào đại số để hiểu được cách biến đổi các biểu thức đó và vai trò của biến số trong chúng, chẳng hạn. Logic đại số áp dụng các phương pháp của đại số để mô tả và phân tích các cấu trúc và quy luật nền tảng cho luận cứ logic, khám phá bản thân các cấu trúc toán học và ứng dụng của chúng trong những vấn đề logic cụ thể. Logic đại số bao gồm tìm hiểu đại số Boole để mô tả logic mệnh đề cũng như việc tạo thành và phân tích cấu trúc đại số ứng với các hệ logic phức tạp.

Các mặt của một khối Rubik có thể được quay để thay đổi thứ tự sắp xếp ô màu. Các hoán vị thu được hợp thành một nhóm gọi là nhóm lập phương Rubik.

Phương pháp đại số cũng được sử dụng phổ biến trong các lĩnh vực khác, chẳng hạn như khoa học tự nhiên. Một ví dụ là chúng được áp dụng để diễn đạt các định luật và giải phương trình trong vật lý, hóa học và sinh học. Kinh tế học, địa lý, kỹ thuật (bao gồm điện tử học và robot học) và khoa học máy tính cũng có ứng dụng tương tự nhằm diễn đạt các mối quan hệ, giải quyết vấn đề và mô hình hóa hệ thống. Đại số tuyến tính đóng vai trò quan trọng trong trí tuệ nhân tạo và học máy nhờ cho phép xử lý và phân tích các tập dữ liệu lớn một cách hiệu quả chẳng hạn. Một số lĩnh vực có phụ thuộc vào các cấu trúc do đại số trừu tượng khảo sát. Các môn khoa học vật lý như tinh thể học và cơ học lượng tử áp dụng lý thuyết nhóm rất nhiều, và lý thuyết nhóm cũng được ứng dụng để nghiên cứu các câu đố như Sudoku và lập phương Rubik, cũng như origami. Lý thuyết mã hóa và mật mã học dựa vào đại số trừu tượng để giải quyết các vấn đề liên quan đến truyền dữ liệu, bao gồm giảm thiểu tác động từ tiếng ồn và bảo đảm bảo mật dữ liệu.

## Giáo dục

Cán cân thường được sử dụng trong giảng dạy môn đại số nhằm giúp học sinh hiểu cách biến đổi phương trình để xác định giá trị chưa biết.

Giáo dục đại số chủ yếu tập trung vào đại số sơ cấp, một trong những lý do khiến đại số sơ cấp có tên gọi khác trong tiếng Anh là "đại số trung học" (school algebra). Bộ môn này thường không được giới thiệu trước giai đoạn trung học do vừa yêu cầu phải thành thạo kiến thức cơ bản của số học và vừa đặt ra những đòi hỏi nhận thức mới gắn liền với lý luận trừu tượng và tổng quát hóa. Đại số hướng đến giúp học sinh làm quen với khía cạnh hình thức của toán học qua việc hỗ trợ các em thông hiểu ký hiệu toán học, chẳng hạn như biến có thể được sử dụng như thế nào để đại diện cho đại lượng chưa biết. Một khó khăn khác với học sinh nằm ở chỗ không giống như tính toán số học, biểu thức đại số thường khó đi đến lời giải trực tiếp và các em cần học cách biến đổi chúng theo một số quy tắc nhất định với mục tiêu thường là xác định một đại lượng chưa biết.
Một số công cụ giới thiệu học sinh đến khía cạnh trừu tượng của đại số phụ thuộc vào mô hình và trực quan hóa cụ thể các phương trình, bao gồm liên tưởng hình học, dụng cụ hỗ trợ như que hoặc ly, hay "cỗ máy hàm số" biểu diễn phương trình theo dạng lưu đồ. Một trong các phương pháp này sử dụng cán cân làm hình tượng để giúp học sinh nắm vững những vấn đề cơ bản của đại số. Khối lượng của một vật nào đó trên cán cân là chưa biết và đại diện cho biến số. Giải phương trình ở đây có nghĩa là thêm vào và bớt đi các vật ở cả hai bên sao cho cán cân vẫn cân bằng đến khi vật còn lại duy nhất ở một bên là vật có khối lượng chưa biết. Bài toán có lời văn là công cụ khác để cho thấy đại số được áp dụng vào tình huống thực tế như thế nào. Một ví dụ là học sinh có thể được cho trước tình huống mà em trai của A có số quả táo nhiều gấp đôi A. Với dữ kiện rằng cả hai người có 12 quả táo, học sinh sẽ được yêu cầu tìm ra phương trình đại số mô tả đúng tình huống đó ({\displaystyle 2x+x=12}) và xác định xem A có bao nhiêu quả táo ({\displaystyle x=4}).
Ở cấp độ đại học, sinh viên ngành toán đi đến các chủ đề đại số nâng cao sau đại số tuyến tính và đại số trừu tượng. Đầu tiên, các học phần đại số tuyến tính tập trung chủ yếu vào ma trận, không gian vectơ và ánh xạ tuyến tính. Sau khi hoàn tất, thông thường sinh viên sẽ được giới thiệu về đại số trừu tượng với nội dung về các cấu trúc đại số như nhóm, trường và vành, cũng như mối quan hệ giữa chúng. Chương trình học cũng thường bao gồm các thí dụ cụ thể về cấu trúc đại số như hệ thống số hữu tỉ, số thực và đa thức.